# Disa baurii
Disa baurii är en orkidéart som beskrevs av Harry Bolus. Disa baurii ingår i släktet Disa och familjen orkidéer. Inga underarter finns listade i Catalogue of Life.